# Okręg wyborczy Bedford
Okręg wyborczy Bedford powstał w 1295 r. i wysyłał do angielskiej, a następnie brytyjskiej, Izby Gmin dwóch deputowanych. Od 1885 r. okręg wysyłał jednego deputowanego. Został zlikwidowany w 1983 r., ale przywrócono go ponownie w 1997 r. Okręg obejmuje miasta Bedford i Kempston w hrabstwie Bedfordshire.

## Deputowani do brytyjskiej Izby Gmin z okręgu Bedford

### Deputowani w latach 1295–1660
- 1295: John Cullebere
- 1295: Simon de Holand

### Deputowani w latach 1660–1885
- 1660–1661: Samuel Luke
- 1660–1661: Humphrey Winch
- 1661–1667: Richard Taylor
- 1661–1663: John Kelynge
- 1663–1685: Paulet St John
- 1667–1679: William Beecher
- 1679–1685: William Francklyn
- 1685–1689: Anthony Chester
- 1685–1695: Thomas Christie
- 1689–1698: Thomas Hillersden
- 1695–1698: William Farrer
- 1698–1705: William Spencer
- 1698–1701: Thomas Alston
- 1701–1701: Samuel Rolt
- 1701–1702: William Farrer
- 1702–1705: Edward Carteret
- 1705–1713: William Farrer
- 1705–1707: Philip Monoux
- 1707–1710: William Hillersden
- 1710–1715: John Cater
- 1713–1715: Samuel Rolt
- 1715–1727: William Farrer
- 1715–1722: John Brace
- 1722–1725: George Huxley
- 1725–1728: John Brace
- 1727–1734: John Orlebar
- 1728–1731: James Metcalfe
- 1731–1740: Jeremy Sambrooke
- 1734–1747: Samuel Ongley
- 1740–1747: Boteler Chernock
- 1747–1754: Thomas Gore
- 1747–1754: John Offley
- 1754–1768: Francis Herne
- 1754–1761: Robert Henley-Ongley
- 1761–1774: Robert Vernon, wigowie
- 1768–1774: Samuel Whitbread, torysi
- 1774–1784: William Wake, torysi
- 1774–1775: Robert Sparrow, torysi
- 1775–1790: Samuel Whitbread, wigowie
- 1784–1802: William Colhoun, torysi
- 1790–1815: Samuel Whitbread, wigowie
- 1802–1812: William Lee-Antonie, wigowie
- 1812–1830: lord George Russell, wigowie
- 1815–1818: William Waldegrave, wigowie
- 1818–1835: William Whitbread, wigowie
- 1830–1832: Frederick Polhill, torysi
- 1832–1837: Samuel Crawley, wigowie
- 1835–1847: Frederick Polhill, Partia Konserwatywna
- 1837–1838: Henryk Stuart, Partia Konserwatywna
- 1838–1841: Samuel Crawley, wigowie
- 1841–1854: Henryk Stuart, Partia Konserwatywna
- 1847–1852: Harry Verney, wigowie
- 1852–1885: Samuel Whitbread młodszy, Partia Liberalna
- 1854–1857: William Stuart, Partia Konserwatywna
- 1857–1859: Thomas Barnard, Partia Liberalna
- 1859–1868: William Stuart, Partia Konserwatywna
- 1868–1874: James Howard, Partia Liberalna
- 1874–1880: Frederick Polhill-Turner, Partia Konserwatywna
- 1880–1885: Charles Magniac, Partia Liberalna

### Deputowani w latach 1885–1983
- 1885–1895: Samuel Whitbread, Partia Liberalna
- 1895–1906: Charles Pym, Partia Konserwatywna
- 1906–1910: Percy Barlow, Partia Liberalna
- 1910–1910: Walter Attenborough, Partia Konserwatywna
- 1910–1922: Frederick Kellaway, Partia Liberalna
- 1922–1945: Sydney Wells, Partia Konserwatywna
- 1945–1950: Thomas Skeffington-Lodge, Partia Pracy
- 1950–1966: Christopher Soames, Partia Konserwatywna
- 1966–1970: Brian Parkyn, Partia Pracy
- 1970–1983: Trevor Skeet, Partia Konserwatywna

### Deputowani po 1997
- od 1997: Patrick Hall, Partia Pracy